# 金鐘鉉 (運動員)
金鐘鉉（韓語：김종현；1985年7月21日—）是韓國昌原市廳的步槍射擊運動員。他曾在2010年廣州亞運為韓國贏得2金1銀1銅。又在2012年伦敦奥运和2016年里约奥运各获1银。